# Rosa ecae
Rosa ecae — вид рослин з родини розових (Rosaceae); поширений у Пакистані, Індії, Афганістані, Таджикистані.

## Опис
Кущ густо розгалужений, до 1.5(2) м. Молоді стерильні стебла жовтувато-коричневі, гнучкі, голі або рідко запушені. Колючки прямі, сильно стиснуті з боків, з широкою основою, зазвичай щільно розташовані на стеблах, каштаново-червоні, коли молоді. Квіткові гілки дуже короткі, до 5(10) мм. Листочків (5)7–9, до 5 (8) мм завдовжки, змінної форми, обернено-яйцюваті, обернено-ланцетні або широко еліптичні, від субгострих до урізаних на верхівці, голі або запушені знизу, залозисті з обох боків або гладкі, округло-зубчасто-пилчасті. Квітки поодинокі, без приквітків, діаметром 20–30(40) мм, жовті; чашолистки цілі, стійкі. Плоди шипшини діаметром 5–7(10) мм, (суб)кулясті, коричнюваті у зрілому стані.
Період цвітіння: травень — червень.

## Поширення
Поширений у Пакистані, Афганістані, пн. Індії, Таджикистані.